# Питман, Бенджамин

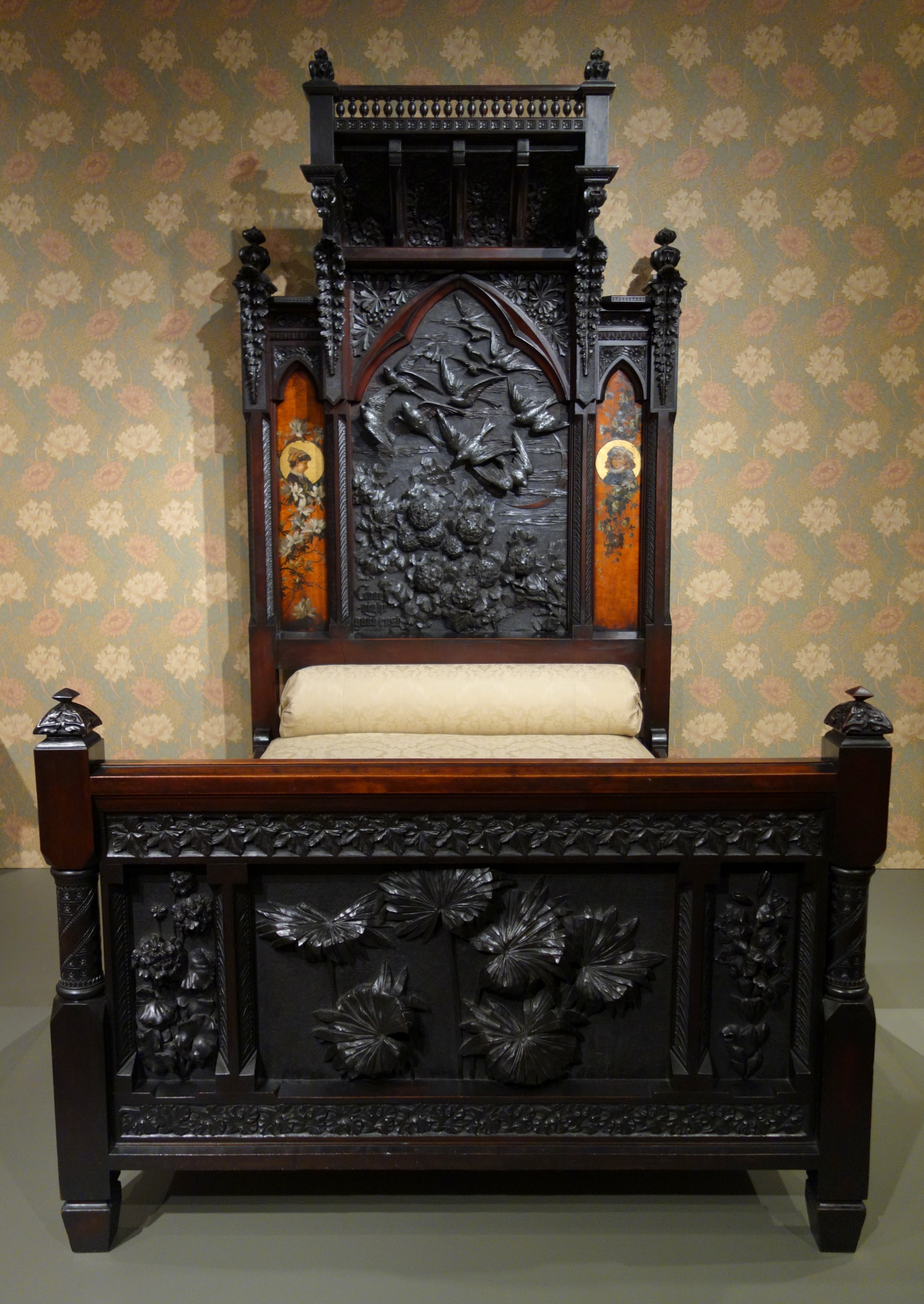
Одна из работ Бенджамина Питмана

Бенджамин Питман (англ. Benjamin "Benn" Pitman; 1822—1910) — американский резчик по дереву и популяризатор скорописи Питмана в США.

## Биография
Родился 24 июля 1822 года, в городе Троубридж графства Уилтшир; брат Айзека Питмана известного изобретением скорописи Питмана.
Получил хорошее начальное образование дома и в приходской школе, которой руководил английский поэт Джордж Крэбб. В 1837 году он принимал участие брату Айзеку усовершенствовать систему стенографии последнего. С 1843 по 1852 год Бенджамин читал лекции по этой системе скорописи по всей Великобритании и сыграл большую роль в составлении учебников своего брата.
В 1849 году Бенджамин Питман женился на писательнице Джейн Брэгг из Манчестера, у них родилась двое детей. По просьбе брата Бенджамин с семьёй отправились в январе 1853 года в Соединенные Штаты с целью распространения скорописи и обучения её людей в США. После краткого пребывания в Филадельфии, штат Пенсильвания, и Кантоне, штат Огайо, семья Бенджамина поселились в Цинциннати, штат Огайо, где Бенджамин основал Фонографический институт (Phonographic Institute), президентом которого он долгое время был. Он принимал участие в распространении скорописи Питмана по 1857 год, когда Айзек и его коллеги внесли некоторые изменения в систему, и Бенджамин отказался их принять.
Он начал заниматься другими делами. В 1855 году Питман изобрел электрохимический процесс рельефной гравировки. До 1873 года занимался журналистикой. В первые годы Гражданской войны в США служил в армии Союза. С 1863 по 1867 год он выступал в качестве официального стенографиста во время судебных процессов над убийцей президента Авраама Линкольна, Рыцарями золотого кольца, членами Ку-клукс-клана, а также в других процессах. Редактировал и составлял печатные отчеты об этих судебных делах.

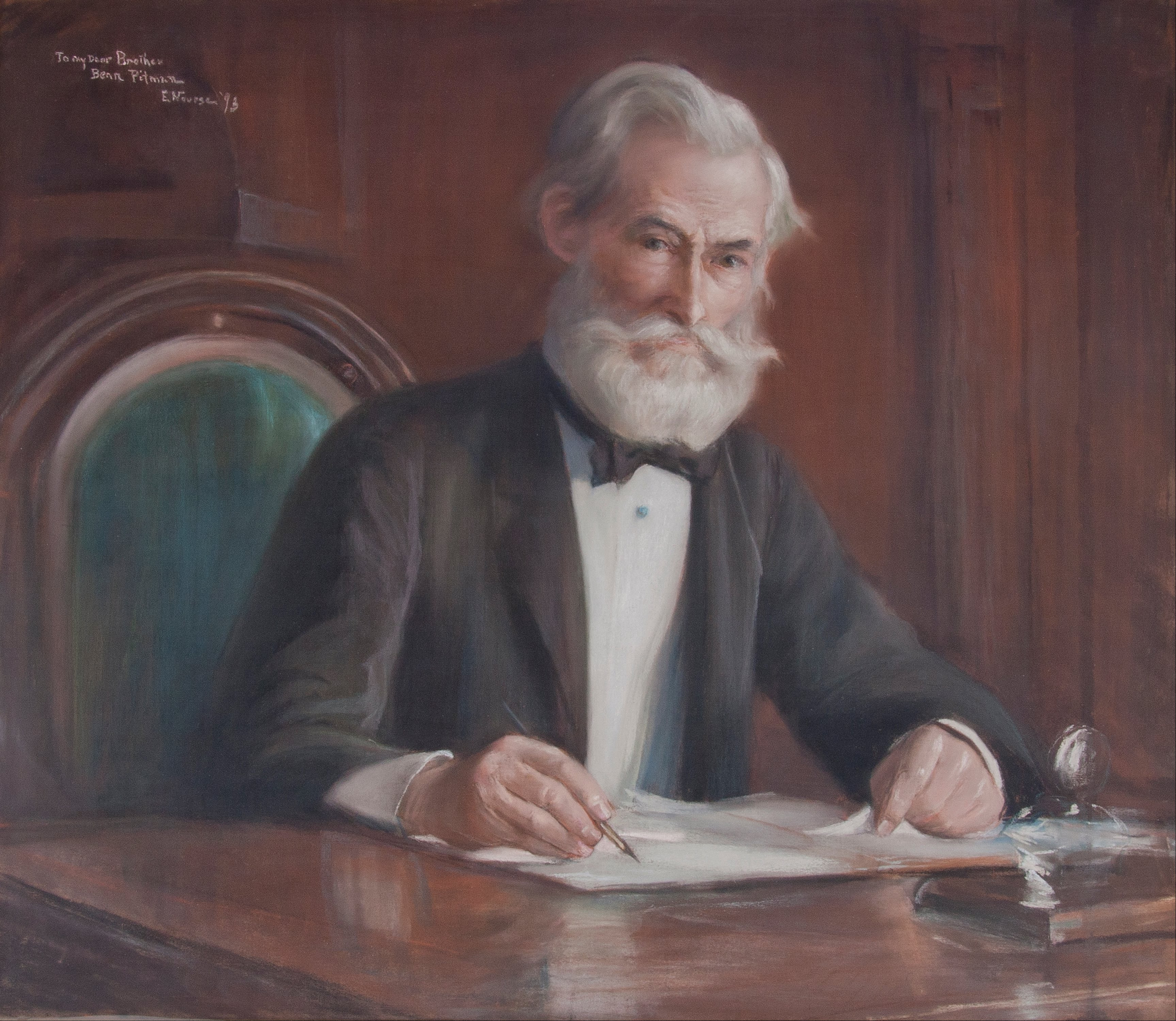
Портрет Бенджамина Питмана работы Нурс, Элизабет, сестры-близнеца Аделаиды Нурс

В 1873 году Бенджамин Питман отказался от журналистики и начал преподавать курсы резьбы по дереву в школе McMicken School of Drawing and Design, а затем в Художественной академии Цинциннати и Университете Цинциннати. Одной из его целей было развитие американского декоративного искусства и создание новой профессии для женщин. Он создал то, что позже стало известно как «Школа резьбы по дереву Питмана». Его влияние как художника стало значительным, особенно на Среднем Западе США.
Первая жена Питмана умерла в 1878 году. Он женился во второй раз в августе 1882 года на Аделаиде Нурс (Adelaide Nourse, 1859—1893); у них родилось трое детей. Аделаида рано умерла от туберкулёза.
Умер 28 декабря 1910 года в Цинциннати. Его тело было кремировано, место нахождения урны с прахом неизвестно.
Дом который построил и в котором жила семья Бенджамина Питмана в Цинциннати — Ben Pitman House — внесён в 1969 году в Национальный реестр исторических мест США.